# Clemgia
Die Clemgia (Aussprache [ˈklɛmd͡ʑa]ⓘ) ist ein rund 23 Kilometer langer Nebenfluss des Inns im Kanton Graubünden.
Die Quelle befindet sich am Südhang des Piz Cotschen und nördlich der Piz Terza in einem kleinen Bergsee nahe der Grenze zum italienischen Südtirol.
Der Bach fliesst vom Quellgebiet via Tamangur in Richtung S-charl, einem Weiler von Scuol. Kurz danach vereint sich die Clemgia mit der Aua Sesvenna sowie den Bächen der Val Tavrü und der Val Mingèr und fliesst sodann an der Grenze des Schweizerischen Nationalparks entlang nach Norden bis zur mit 1385 m ü. M. tiefsten Stelle des Nationalparks.
Danach stürzt die Clemgia mit einer Höhendifferenz von 200 m auf 2 Kilometer durch die Clemgia-Schlucht Richtung Inn, wo sie in der Nähe von Scuol auf 1172 m ü. M. mündet.

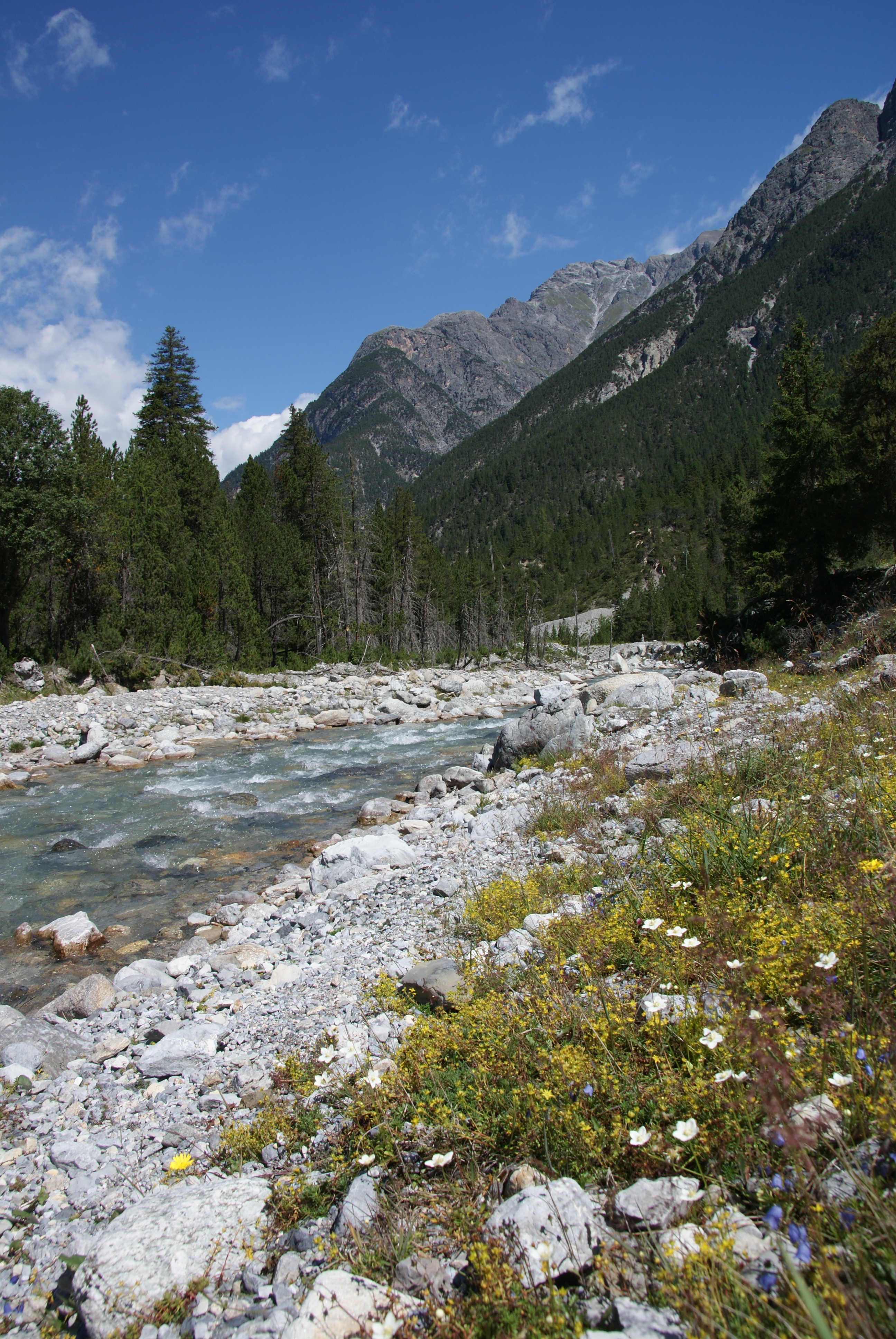
Zwischen S-charl und der Schlucht
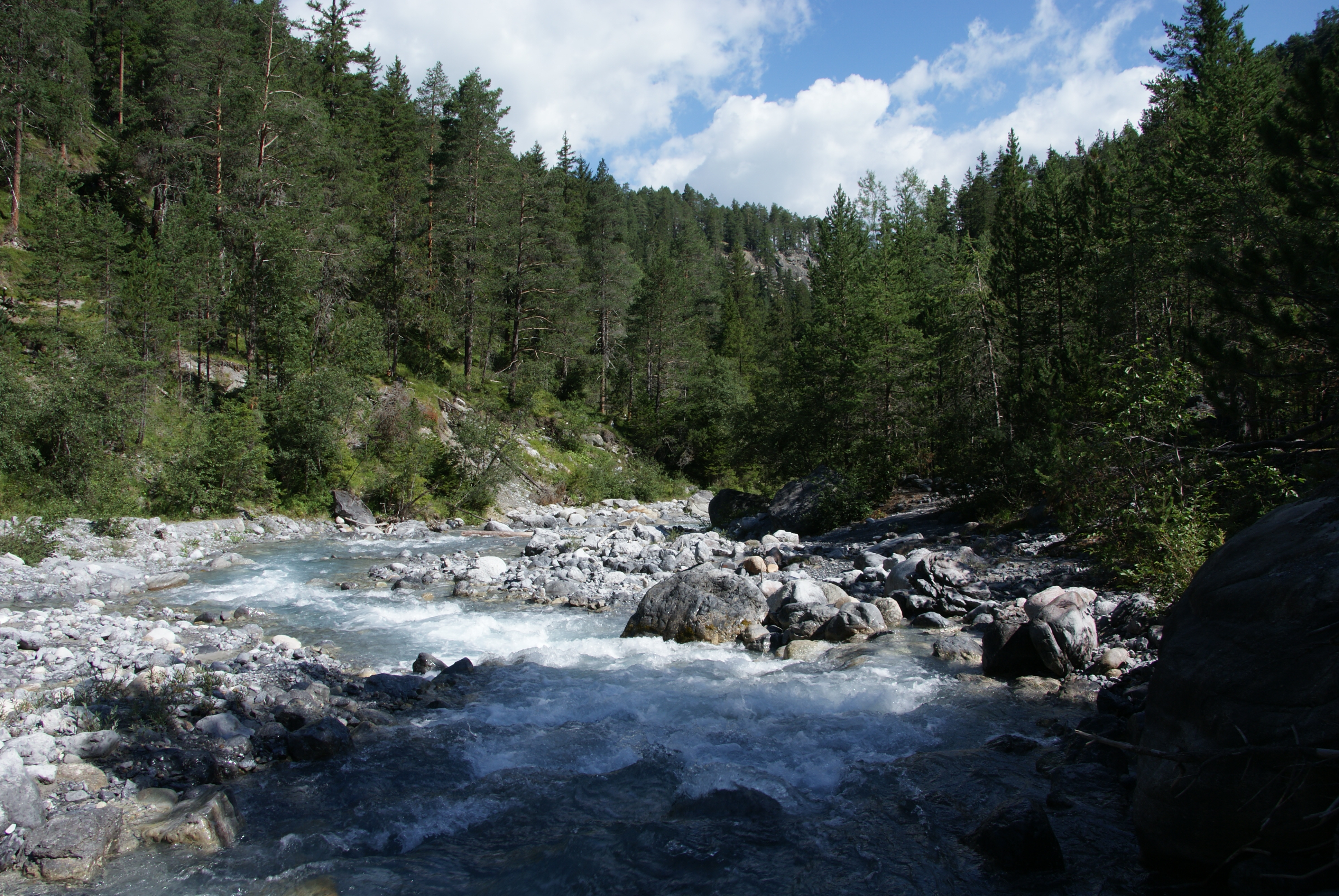
Kurz vor der Schlucht
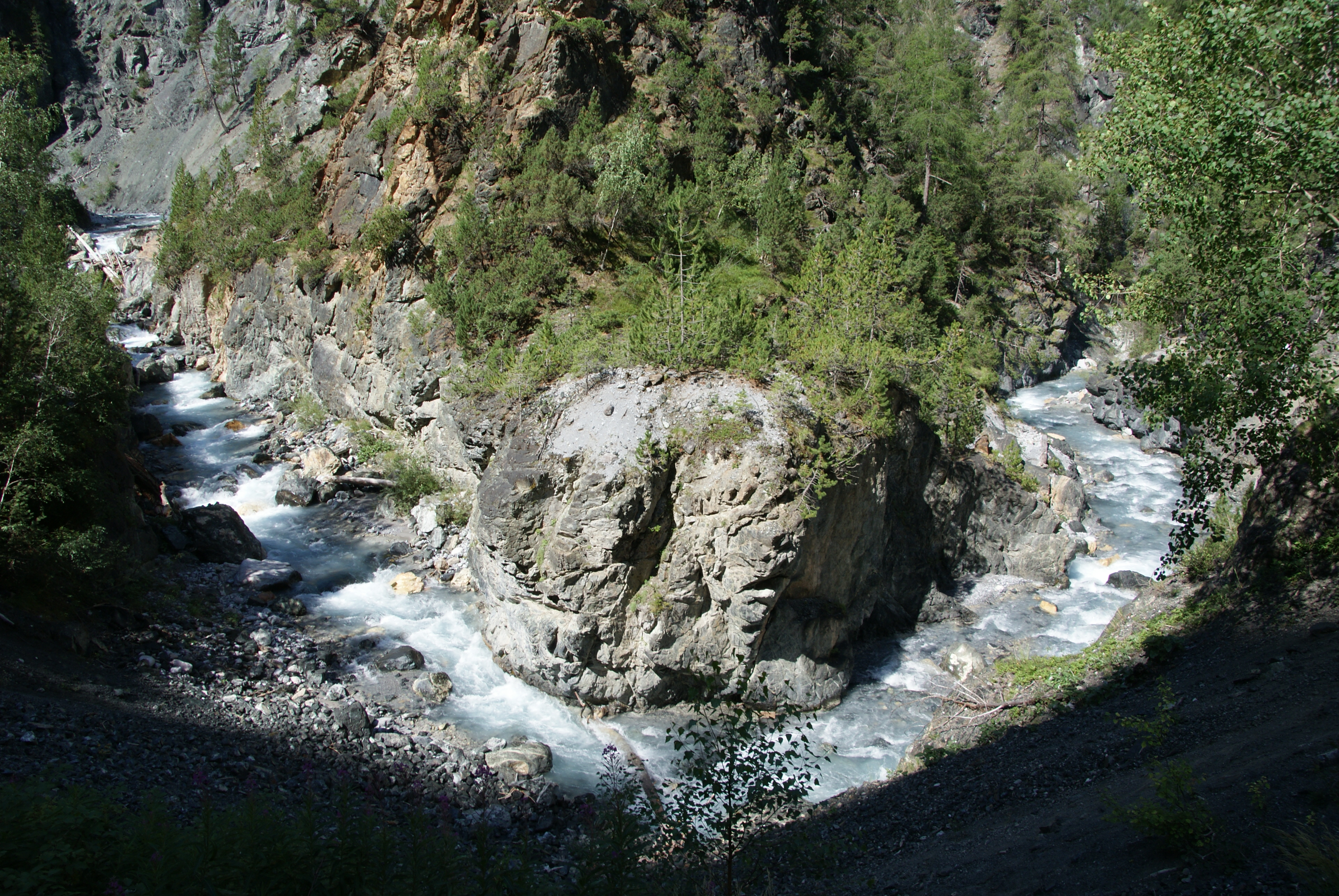
Die Clemgia-Schlucht